# جو لوزون
جوزيف إدوارد لوزون جونيور (بالإنجليزية: Joseph Edward Lauzon Jr.؛ مواليد 22 مايو 1984) هو مقاتل فنون قتالية مختلطة أمريكي. يُنافس في فئة الوزن الخفيف في يو إف سي.

## سجل فنون القتال المختلطة
| السجل المهني |        |          |
| 43 نزال      | 28 فوز | 15 خسارة |
| ضربة قاضية   | 9      | 6        |
| إخضاع        | 17     | 3        |
| قرار القضاة  | 2      | 6        |

## وصلات خارجية
- جو لوزون على موقع يو إف سي (الإنجليزية)
- جو لوزون على موقع شيردوغ (الإنجليزية)
- جو لوزون على موقع Tapology.com (الإنجليزية)
- جو لوزون على موقع IMDb (الإنجليزية)
- جو لوزون على موقع قاعدة بيانات الفيلم (الإنجليزية)